# باوم‌کوخن
باوم‌کوخن (به آلمانی: Baumkuchen) ، نوعی کیک لایه‌ای که لایه‌های کیک بر روی میله‌ای فلزی قرار گرفته و در تنور مخصوصی پخته می‌شود.